# 51, rue de Bercy

Le bâtiment du 51, rue de Bercy, construit par Frank Gehry en 1994 pour l'American Center, et qui accueille depuis 2005 la Cinémathèque française.

Le 51, rue de Bercy est un bâtiment réalisé par l'architecte canadien Frank Gehry et inauguré en 1994 au 51, rue de Bercy, dans le 12e arrondissement de Paris, pour l'American Center. Après la disparition de celui-ci en 1996, le bâtiment reste un temps inoccupé, avant d'accueillir à partir de 2005 la Cinémathèque française.

## Histoire
En 1986, l'American Center quitte ses anciens locaux du 261, boulevard Raspail, pour s'installer dans le quartier de Bercy, où une ZAC est alors en construction. Le nouveau bâtiment réalisé par l'architecte canadien Frank Gehry ouvre en 1994, mais le coût des travaux entraîne des difficultés financières pour l'American Center, qui doit fermer en 1996.
Après un projet avorté de maison de la danse, Catherine Trautmann, ministre de la Culture, annonce le 30 juin 1998 avoir décidé d'abandonner le projet de réaménagement du palais de Tokyo et de transformer le 51, rue de Bercy en « Maison du cinéma » abritant la Cinémathèque française, la Bibliothèque du film (BiFi), et le Service des archives du film et du dépôt légal du Centre national de la cinématographie (CNC).
Après un réaménagement ayant coûté 34 millions d'euros, la Cinémathèque française y est ouverte au public le 28 septembre 2005.

## Dans la fiction
Une scène du film La Belle Personne (2008) de Christophe Honoré y est tournée.